# Aeroportul Karlstad
Aeroportul Karlstad (IATA: KSD, ICAO: ESOK) este un aeroport din Comuna Karlstad, Värmlands län, Suedia ce deservește zona Comuna Karlstad. Aeroportul a fost tranzitat în 2022 de 19.840 de pasageri. A fost deschis în 1997.
Situat la o altitudine de 107 m, aeroportul dispune de 2 piste. Este operat de Swedavia⁠(d).

## Infrastructură

### Piste
Aeroportul dispune de 2 piste. Pista 03/21 are suprafața de asfalt și dimensiunile 2.516 m × 45 m. Pista 03L/21R are suprafața de Iarbă și dimensiunile 561 m × . 